# Diocese de Inhambane
A Diocese de Inhambane (em latim: Diœcesis Inhambaniana) é uma circunscrição eclesiástica da Igreja Católica situada em Inhambane, em Moçambique. Seu atual bispo é Ernesto Maguengue. Sua Sé é a Catedral de Nossa Senhora da Conceição.
Possui 22 paróquias servidas por 50 padres, assistindo a uma população abrangida de 1 762 604 habitantes, com 11,7% da população jurisdicionada batizada (324 770 católicos).

## História
A diocese foi erigida em 3 de agosto de 1962 pela bula Supremi muneris do Papa João XXIII, recebendo seu território da Arquidiocese de Lourenço Marques (atual Arquidiocese de Maputo).

## Prelados
|                          | Nome                                 | Período    | Notas                  |
| Bispos                   | Bispos                               | Bispos     | Bispos                 |
| ------------------------ | ------------------------------------ | ---------- | ---------------------- |
| 4º                       | Ernesto Maguengue                    | 2022-atual |                        |
| 3º                       | Adriano Langa, O.F.M.                | 2006-2022  |                        |
| 2º                       | Alberto Setele †                     | 1975-2006  |                        |
| 1º                       | Ernesto Gonçalves da Costa, O.F.M. † | 1962-1974  | Nomeado Bispo de Beira |
| Bispo coadjutor          |                                      |            |                        |
|                          | Adriano Langa, O.F.M.                | 2005-2006  |                        |
| Bispo auxiliar           |                                      |            |                        |
|                          | Hilário da Cruz Massinga, O.F.M.     | 2023-      | Atual                  |
| Administrador apostólico |                                      |            |                        |
|                          | Ernesto Gonçalves da Costa, O.F.M. † | 1975-1976  | Bispo de Beira         |